# Jebuseus
Os jebuseus (em hebraico: יְבוּסִי, moderno Yvusiy, tiberiano Yəḇûsî; árabe: يبسين) foram, de acordo com a Bíblia hebraica, uma tribo cananeia que vivia em Jerusalém (cidade que haviam fundado) antes da sua ocupação pelo rei Davi, narrada no livro de II Samuel 5:6-9; o Livro dos Reis afirma que Jerusalém era conhecida como Jebus antes da ocasião. De acordo com certas cronologias bíblicas, a cidade foi reconquistada por Davi em 1003 a.C., enquanto outras fontes dão a data como 869 a.C..
Devido à vantagem militar que possuíam e à segurança garantida pelas muralhas da cidade, também conhecida por fortaleza de Sião, os jebuseus não foram expulsos durante a conquista de Canaã pelos israelitas, tornando-se então um território neutro na fronteira entre as tribos de Benjamim e de Judá.

## Origem étnica
A parte da Bíblia conhecida pelos judeus como Tanakh contém o único texto da Antiguidade ainda existente que utilizou o termo jebuseu para descrever os habitantes pré-israelitas de Jerusalém; de acordo com a Tábua das Nações (Gênesis, 10), os jebuseus são identificados como uma tribo cananeia, listada em terceiro lugar entre os grupos cananeus, entre os hititas bíblicos e os amoritas. Antes dos estudos arqueológicos modernos, a maior parte dos estudiosos da Bíblia sustentava a opinião de que os jebuseus seriam os hititas; o ponto de vista continua a ser sustentado por parte da academia, embora seja menos predominante. Um ponto de vista cada vez mais popular, no entanto, proposto pela primeira vez por Edward Lipinski, professor de Estudos Orientais e Eslavônicos na Universidade Católica de Leuven, alega que os jebuseus seriam provavelmente uma tribo amorita; Lipinski identificou-os com o grupo chamado de Yabusi'um numa carta escrita em letras cuneiformes descoberta nos arquivos de Mari, na Síria. O próprio Lipinski nota, entretanto, que é inteiramente possível que dois ou mais clãs ou tribos possam ter partilhado nomes semelhantes, e que os jebuseus e os yabusi'um possam ter sido povos diferentes com nomes parecidos. Nas cartas de Amarna é feita menção a um rei contemporâneo de Jerusalém chamado Abdi-Heba - um nome teofórico, que invoca uma deusa hurrita chamada Hebat; a menos que um grupo étnico diferente tenha ocupado Jerusalém neste período, isto implica que os próprias jebuseus seriam hurrianos, ou fortemente influenciados pela cultura hurrita, ou ainda dominados pela classe hurrita dos maryannu.

## Jebuseus mencionados na Bíblia

### Melquisedeque
De acordo com o Gênesis, o soberano de Jerusalém na época de Abraão era Melquisedeque, também um sacerdote. Posteriormente, Josué aparece descrito como derrotando um rei jebusita chamado Adonisedeque. As primeiras partes de seus nomes significam "rei" (Melekh) e "Senhor" (Adon), respectivamente, e a segunda parte, zedek, pode ser traduzida como "justo" (possibilitando o significado dos nomes de "meu rei é justo" e "meu senhor é justo"); porém grande parte dos estudiosos bíblicos acredita que o termo se refira a uma divindade chamada Zedek, a principal divindade venerada pelos jebuseus (permitindo uma tradução de "meu rei é Zedek" e "meu senhor é Zedek").
Existe alguma incerteza entre os estudiosos, no entanto, se o próprio Melquisedeque fora referido como jebusita, ou apenas como membro de outro grupo que dominou Jerusalém antes dos jebuseus - já que a cidade é mencionada como Salem, e não como Jebus, nas passagens bíblicas que o mencionam.

## Árvore genealógica baseada emGênesis
|       |       |       |       |       |       |     |     |         |         | Noé     |         |         |         |     |     |          |          |          |          |          |          |      |      |          |          |          |          |          |          |  |  |           |           |           |           |           |           |  |  |        |        |        |        |        |        |  |  |         |         |         |         |         |         |  |  |        |        |        |        |        |        |  |  |          |          |          |          |          |          |  |  |          |          |          |          |          |          |  |  |          |          |          |          |          |          |  |  |  |  |  |  |  |  |  |  |  |  |  |  |  |  |  |  |  |  |  |  |  |  |
|       |       |       |       |       |       |     |     |         |         |         |         |         |         |     |     |          |          |          |          |          |          |      |      |          |          |          |          |          |          |  |  |           |           |           |           |           |           |  |  |        |        |        |        |        |        |  |  |         |         |         |         |         |         |  |  |        |        |        |        |        |        |  |  |          |          |          |          |          |          |  |  |          |          |          |          |          |          |  |  |          |          |          |          |          |          |  |  |  |  |  |  |  |  |  |  |  |  |  |  |  |  |  |  |  |  |  |  |  |  |
|       |       |       |       |       |       |     |     |         |         |         |         |         |         |     |     |          |          |          |          |          |          |      |      |          |          |          |          |          |          |  |  |           |           |           |           |           |           |  |  |        |        |        |        |        |        |  |  |         |         |         |         |         |         |  |  |        |        |        |        |        |        |  |  |          |          |          |          |          |          |  |  |          |          |          |          |          |          |  |  |          |          |          |          |          |          |  |  |  |  |  |  |  |  |  |  |  |  |  |  |  |  |  |  |  |  |  |  |  |  |
|       |       | Sem   | Sem   | Sem   | Sem   | Sem | Sem |         |         | Cam     | Cam     | Cam     | Cam     | Cam | Cam |          |          | Jafé     | Jafé     | Jafé     | Jafé     | Jafé | Jafé |          |          |          |          |          |          |  |  |           |           |           |           |           |           |  |  |        |        |        |        |        |        |  |  |         |         |         |         |         |         |  |  |        |        |        |        |        |        |  |  |          |          |          |          |          |          |  |  |          |          |          |          |          |          |  |  |          |          |          |          |          |          |  |  |  |  |  |  |  |  |  |  |  |  |  |  |  |  |  |  |  |  |  |  |  |  |
|       |       | Sem   | Sem   | Sem   | Sem   | Sem | Sem |         |         | Cam     | Cam     | Cam     | Cam     | Cam | Cam |          |          | Jafé     | Jafé     | Jafé     | Jafé     | Jafé | Jafé |          |          |          |          |          |          |  |  |           |           |           |           |           |           |  |  |        |        |        |        |        |        |  |  |         |         |         |         |         |         |  |  |        |        |        |        |        |        |  |  |          |          |          |          |          |          |  |  |          |          |          |          |          |          |  |  |          |          |          |          |          |          |  |  |  |  |  |  |  |  |  |  |  |  |  |  |  |  |  |  |  |  |  |  |  |  |
|       |       |       |       |       |       |     |     |         |         |         |         |         |         |     |     |          |          |          |          |          |          |      |      |          |          |          |          |          |          |  |  |           |           |           |           |           |           |  |  |        |        |        |        |        |        |  |  |         |         |         |         |         |         |  |  |        |        |        |        |        |        |  |  |          |          |          |          |          |          |  |  |          |          |          |          |          |          |  |  |          |          |          |          |          |          |  |  |  |  |  |  |  |  |  |  |  |  |  |  |  |  |  |  |  |  |  |  |  |  |
| Cuxe  | Cuxe  | Cuxe  | Cuxe  | Cuxe  | Cuxe  |     |     | Mizraim | Mizraim | Mizraim | Mizraim | Mizraim | Mizraim |     |     | Pute     | Pute     | Pute     | Pute     | Pute     | Pute     |      |      | Canaã    | Canaã    | Canaã    | Canaã    | Canaã    | Canaã    |  |  |           |           |           |           |           |           |  |  |        |        |        |        |        |        |  |  |         |         |         |         |         |         |  |  |        |        |        |        |        |        |  |  |          |          |          |          |          |          |  |  |          |          |          |          |          |          |  |  |          |          |          |          |          |          |  |  |  |  |  |  |  |  |  |  |  |  |  |  |  |  |  |  |  |  |  |  |  |  |
| Cuxe  | Cuxe  | Cuxe  | Cuxe  | Cuxe  | Cuxe  |     |     | Mizraim | Mizraim | Mizraim | Mizraim | Mizraim | Mizraim |     |     | Pute     | Pute     | Pute     | Pute     | Pute     | Pute     |      |      | Canaã    | Canaã    | Canaã    | Canaã    | Canaã    | Canaã    |  |  |           |           |           |           |           |           |  |  |        |        |        |        |        |        |  |  |         |         |         |         |         |         |  |  |        |        |        |        |        |        |  |  |          |          |          |          |          |          |  |  |          |          |          |          |          |          |  |  |          |          |          |          |          |          |  |  |  |  |  |  |  |  |  |  |  |  |  |  |  |  |  |  |  |  |  |  |  |  |
|       |       |       |       |       |       |     |     |         |         |         |         |         |         |     |     |          |          |          |          |          |          |      |      |          |          |          |          |          |          |  |  |           |           |           |           |           |           |  |  |        |        |        |        |        |        |  |  |         |         |         |         |         |         |  |  |        |        |        |        |        |        |  |  |          |          |          |          |          |          |  |  |          |          |          |          |          |          |  |  |          |          |          |          |          |          |  |  |  |  |  |  |  |  |  |  |  |  |  |  |  |  |  |  |  |  |  |  |  |  |
| Sidom | Sidom | Sidom | Sidom | Sidom | Sidom |     |     | Hete    | Hete    | Hete    | Hete    | Hete    | Hete    |     |     | jebuseus | jebuseus | jebuseus | jebuseus | jebuseus | jebuseus |      |      | amoritas | amoritas | amoritas | amoritas | amoritas | amoritas |  |  | girgaseus | girgaseus | girgaseus | girgaseus | girgaseus | girgaseus |  |  | heveus | heveus | heveus | heveus | heveus | heveus |  |  | arqueus | arqueus | arqueus | arqueus | arqueus | arqueus |  |  | sineus | sineus | sineus | sineus | sineus | sineus |  |  | arvadeus | arvadeus | arvadeus | arvadeus | arvadeus | arvadeus |  |  | zemareus | zemareus | zemareus | zemareus | zemareus | zemareus |  |  | hamateus | hamateus | hamateus | hamateus | hamateus | hamateus |  |  |  |  |  |  |  |  |  |  |  |  |  |  |  |  |  |  |  |  |  |  |  |  |